# هواپیمایی جنوبی چین

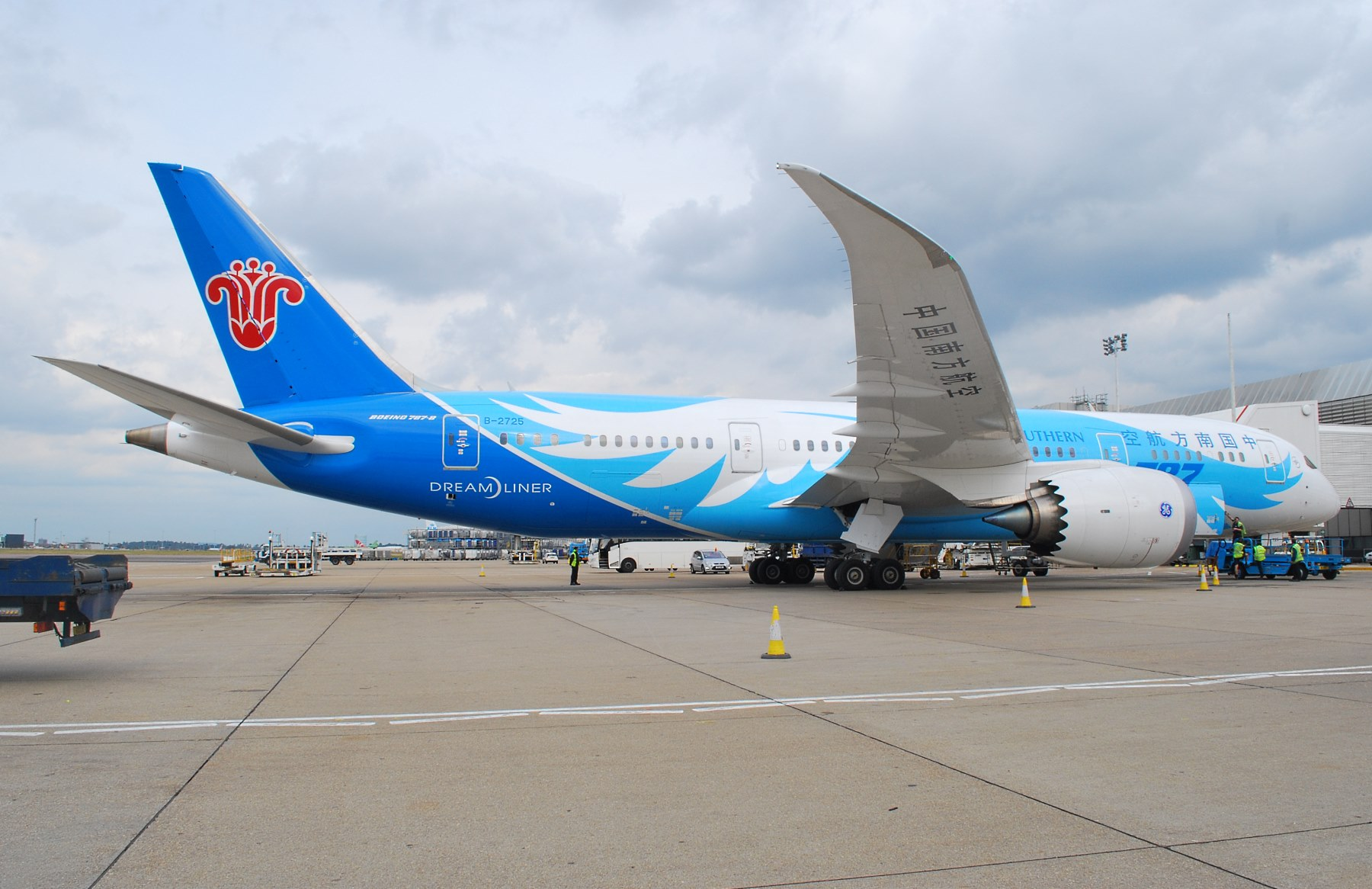
هواپیمای بوئینگ 787 متعلق به هواپیمایی چایناسادرن

هواپیمایی چایناسادرن (به انگلیسی: China Southern Airlines) شرکت هواپیمایی چینی است، که به‌عنوان ششمین شرکت هواپیمایی بزرگ جهان، بر پایه شمار انتقال مسافر، شناخته می‌شود. این شرکت هم‌اکنون با در اختیار داشتن 702 فروند هواپیمای جت مسافربری، بزرگترین ناوگان هواپیمایی آسیا را در اختیار دارد.
شرکت هواپیمایی چاینا سادرن در پی تجدید ساختار سازمان هواپیمایی کشوری چین و تفکیک آن به چند شرکت هواپیمایی، در ۱ ژوئیه ۱۹۸۸ تأسیس شد. این شرکت در حال حاضر به‌طور روزانه با بیش از 2,000 پرواز به 224 مقصد در 40 کشور جهان، پروازهای مستقیم دارد و در سال 2016 بیش از 115 میلیون مسافر را منتقل نموده‌است.
دفتر مرکزی این شرکت در شهر گوانگ‌ژو، چین قرار دارد و فرودگاه بین‌المللی پکن، فرودگاه بین‌المللی چنگچینگ ییانگبی، فرودگاه بین‌المللی بایون گوآنگجو و فرودگاه بین‌المللی اورومچی دیووپو، هاب‌ها یا قطب‌های این شرکت هواپیمایی را تشکیل می‌دهند.
سهام شرکت هواپیمایی جنوبی چین در بازار بورس نیویورک، بورس شانگهای و بورس اوراق بهادار هنگ کنگ معامله می‌شود. این شرکت یکی از اعضای اصلی اتحاد اسکای‌تیم به‌شمار می‌آید.